# (16421) Roadrunner
(16421) Roadrunner es un asteroide que forma parte del cinturón interior de asteroides y fue descubierto el 22 de enero de 1988 por Eric Walter Elst desde el Observatorio de la Alta Provenza, Francia.

## Designación y nombre
(16421) Roadrunner fue designado al principio como 1988 BJ.
Posteriormente, fue nombrado Roadrunner, que es el nombre común (en inglés) del correcaminos de California (Geococcyx californianus). El nombre proviene del hábito del ave de correr por las carreteras frente a vehículos que se mueven rápidamente.

## Características orbitales
(16421) Roadrunner está situado a una distancia media del Sol de 1,931 ua, pudiendo acercarse hasta 1,807 ua y alejarse hasta 2,054 ua. Tiene una excentricidad de 0,064 y una inclinación orbital de 22,820 grados. Emplea 979,97 días en completar una órbita alrededor del Sol.

## Características físicas
La magnitud absoluta de (16421) Roadrunner es 14,58. Tiene 3,255 km de diámetro y un periodo de rotación de 174 horas. Su albedo se estima en 0,263.